# Jakub Heidenreich
Jakub Heidenreich (* 27. April 1989 in Mohelnice) ist ein tschechischer Fußballspieler.

## Vereinskarriere
Jakub Heidenreich begann mit dem Fußballspielen bei FK Mohelnice-Moravičany. 1998 wechselte der Abwehrspieler zu Sigma Olomouc. Den Sprung in den Profikader schaffte Heidenreich Anfang 2008.
Der Verteidiger debütierte am 3. März 2008 im Spiel gegen Sparta Prag in der Gambrinus Liga. Sein erstes Ligator schoss Heidenreich am 5. Mai 2008 in der Partie gegen Slavia Prag.
Im Sommer 2009 wurde Heidenreich an den FK Bohemians Prag verliehen, im Januar 2010 kehrte der Abwehrspieler nach Olomouc zurück. Im Juli 2010 wurde er für die Hinrunde der Saison 2010/11 an den Zweitligisten FK Viktoria Žižkov ausgeliehen.
Im Februar 2011 wechselte er erneut als Leihe zum slowakischen Erstligisten 1. FC Tatran Prešov.
Im August 2013 wechselte Heidenreich nach Deutschland und schloss sich dem SV Eichede an, der in der Regionalliga Nord spielt.

## Nationalmannschaft
Heidenreich spielte bisher für die tschechischen Juniorenauswahlmannschaften U16, U17, U18, U19, U20 sowie für die U-21-Nationalmannschaft.